# Paolo Pileri
Paolo Pileri (Terni, 31 luglio 1944 – Terni, 13 febbraio 2007) è stato un pilota motociclistico e dirigente sportivo italiano.

## Carriera

### Pilota
Cresciuto nella Terni degli anni cinquanta, piena di entusiasmo e ammirazione per le imprese sportive del concittadino Libero Liberati, era figlio di un commerciante di strumenti musicali che, nonostante il nome (Centauro), dimostrava scarso favore per la passione motociclistica di Paolo. Il tragico incidente del 1962, in cui perse la vita il "Ternano Volante", accrebbe i timori di Centauro Pileri, determinando una strenua opposizione alle aspirazioni sportive del figlio, tanto da costringerlo a partecipare alle prime gare, nella seconda metà degli anni sessanta, con una moto prestata da un concessionario locale, sotto lo pseudonimo di "Richard".
La carriera sportiva di Pileri, quindi, iniziò in grande ritardo nel 1969 con la partecipazione al Campionato Juniores di velocità, classificandosi al secondo posto, in sella ad una Aermacchi Aletta 125.
Dopo quattro stagioni, due da "Junior" e due da "Senior", nelle quali alternò buoni risultati ad altrettante rotture, Pileri esordì nel Motomondiale al GP del Belgio 1971, terminando al 13º posto la gara della 125. Ottenne i suoi primi punti mondiali due anni dopo, sempre come pilota privato, alla guida prima di una DRS e poi di una Yamaha, rispettivamente nelle classi 125 e in 250. Con la Yamaha ottenne un lusinghiero 3º posto nel GP del Belgio a Spa che mise in luce le sue doti e gli valse il primo ingaggio da pilota ufficiale alla Morbidelli, prendendo il posto di Ángel Nieto, passato alla Derbi.
Durante la stagione 1974 Pileri si dedicò principalmente a sviluppare la giovane 125 da GP della casa pesarese, spesso cercandone i limiti di resistenza e stabilità in gara. Un lavoro necessario e pericoloso che costò al pilota una brutta frattura alla spalla, durante le prove del GP di Cecoslovacchia, compromettendo il resto del campionato. Quella fu anche l'unica gara in cui Pileri conquistò punti, dimostrando il livello tecnico raggiunto dalla moto e la personale determinazione. Costretto in una fasciatura rigida, volle comunque partire dall'ultima posizione. Risalì tutto lo schieramento e si portò rapidamente alla testa della corsa, mantenendola autorevolmente fino al rettilineo finale, dove rimase senza benzina. Terminò al 2º posto, superato proprio sul traguardo dallo svedese Kent Andersson.
Nel 1975 nella 250cc Paolo Pileri e ben lungi dal competere con il vincitore Walter Villa su Aermacchi Harley-Davidson ma la Morbidelli era finalmente pronta a competere con le grandi aziende giapponesi e, dopo una rovinosa caduta nella gara inaugurale in Francia, Pileri vinse sette Gran Premi consecutivi, conquistando il titolo mondiale, davanti al compagno di squadra Pier Paolo Bianchi.
Pileri rimase in Morbidelli anche negli anni seguenti: nel 1976 si classificò terzo nella classifica della 125 dietro a Bianchi e Nieto, impegnandosi anche nella 250, dove sviluppò la nuova "VR 250", con la quale si piazzò al secondo posto in Belgio. Il 1977, invece, fu un anno di scarse soddisfazioni per il pilota ternano, che dovette rinunciare a parte della stagione a causa di un incidente durante le prove del GP d'Austria (verrà sostituito da Mario Lega). Nel 1978 Pileri si schiera con le Morbidelli 250 e 350: vinse il GP del Belgio della 250 (10º alla fine del campionato) e arrivò al 3º posto nel GP del Venezuela in 350 (13º a fine stagione).
La stagione 1979 fu l'ultima di Pileri nel Mondiale, dove corse con una Yamaha in 250 e con l'artigianale RTM in 350. Miglior risultato della stagione un 3º posto in Cecoslovacchia (dove aveva stabilito anche la pole position) in 250, mentre la RTM 350 4 cilindri scontava ancora problemi di gioventù. Nella stessa annata concluse al secondo posto il Gran Premio di Monza nel Campionato Italiano Velocità.

### Dirigente

Un 14enne Valentino Rossi nel 1993, a Misano Adriatico, prova per la prima volta una moto da Gran Prix, una Honda RS 125 R del Team Pileri.

Dal 1987 iniziò l'attività di team manager, dapprima con delle MBA a telaio LCR sponsorizzate dalla AGV, per passare nel 1988 a delle Garelli e, dal 1989, alle Honda; sarà con le 125 nipponiche del team "Pileri-AGV" che Loris Capirossi conquisterà il titolo di Campione del Mondo nel 1990 e 1991, sfiorando invece l'iride della "ottavo di litro" nel 1992 con Fausto Gresini. Il team Pileri si impegnerà anche in 500: nel 1995 Capirossi fu 6º, mentre nel 1996 Barros arrivò 4º, in entrambi i casi su Honda.
Il team "Marlboro-Pileri" (denominazione della squadra dal 1992) sarà la prima squadra ufficiale a dare l'opportunità a Valentino Rossi di scendere in pista con una moto ufficiale: accadde nel 1993 sul Circuito Internazionale Santamonica di Misano Adriatico.
Pileri muore il 13 febbraio 2007, stroncato da un malore improvviso.

## Risultati nel motomondiale

### Classe 125
| 1971 | Classe | Moto      |   |   |  |   |    |   |   |   |   |    |   |   |  | Punti | Pos. |
| ---- | ------ | --------- | - | - |  | - | -- | - | - | - | - | -- | - | - |  | ----- | ---- |
| 1971 | 125    | Aermacchi | - | - |  | - | 13 | - | - | - | - | NE | - | - |  | 0     |      |

| 1972 | Classe | Moto   |   |   |   |   |   |   |   |    |   |   |   |   |   | Punti | Pos. |
| ---- | ------ | ------ | - | - | - | - | - | - | - | -- | - | - | - | - | - | ----- | ---- |
| 1972 | 125    | Suzuki | - | - | - | - | - | - | - | 13 | - | - | - | - | - | 0     |      |

| 1973 | Classe | Moto |   |   |   |     |   |   |   |   |   |   |   |   |  | Punti | Pos. |
| ---- | ------ | ---- | - | - | - | --- | - | - | - | - | - | - | - | - |  | ----- | ---- |
| 1973 | 125    | DRS  | - | 9 | - | Rit | - | - | - | - | - | - | - | - |  | 2     | 37º  |

| 1974 | Classe | Moto       |   |   |   |   |    |     |   |   |    |   |   |   |  | Punti | Pos. |
| ---- | ------ | ---------- | - | - | - | - | -- | --- | - | - | -- | - | - | - |  | ----- | ---- |
| 1974 | 125    | Morbidelli | - | - | - | - | NE | Rit | - | - | NE | 2 | - | - |  | 12    | 14º  |

| 1975 | Classe | Moto       |   |   |   |   |   |    |   |   |   |    |     |  |  | Punti | Pos. |
| ---- | ------ | ---------- | - | - | - | - | - | -- | - | - | - | -- | --- |  |  | ----- | ---- |
| 1975 | 125    | Morbidelli | 3 | 1 | 1 | 1 | 1 | NE | 1 | 1 | 1 | NE | Rit |  |  | 90    | 1º   |

| 1976 | Classe | Moto       |    |   |   |   |    |   |   |   |   |    |   |   |  | Punti | Pos. |
| ---- | ------ | ---------- | -- | - | - | - | -- | - | - | - | - | -- | - | - |  | ----- | ---- |
| 1976 | 125    | Morbidelli | NE | 2 | 2 | 3 | NE | 2 | 2 | 3 | 5 | NE | - | - |  | 64    | 3º   |

| Legenda | 1º posto        | 2º posto            | 3º posto            | A punti      | Senza punti        | Grassetto – Pole position Corsivo – Giro più veloce |
| Legenda | Gara non valida | Non qual./Non part. | Ritirato/Non class. | Squalificato | '-' Dato non disp. | Grassetto – Pole position Corsivo – Giro più veloce |

### Classe 250
| 1972 | Classe | Moto   |   |   |   |   |   |   |   |    |   |   |   |   |   | Punti | Pos. |
| ---- | ------ | ------ | - | - | - | - | - | - | - | -- | - | - | - | - | - | ----- | ---- |
| 1972 | 250    | Yamaha | - | - | - | - | - | - | - | 18 | - | - | - | - | - | 0     |      |

| 1973 | Classe | Moto   |   |   |   |    |   |   |   |   |   |   |   |   |  | Punti | Pos. |
| ---- | ------ | ------ | - | - | - | -- | - | - | - | - | - | - | - | - |  | ----- | ---- |
| 1973 | 250    | Yamaha | - | - | - | NE | - | - | - | 3 | 4 | - | - | - |  | 18    | 14º  |

| 1974 | Classe | Moto   |    |   |    |   |   |   |    |   |   |     |   |   |  | Punti | Pos. |
| ---- | ------ | ------ | -- | - | -- | - | - | - | -- | - | - | --- | - | - |  | ----- | ---- |
| 1974 | 250    | Yamaha | NE | - | NE | - | - | 8 | 11 | - | - | Rit | - | - |  | 3     | 35º  |

| 1975 | Classe | Moto   |    |     |    |   |     |  |   |   |   |   |   |   |  | Punti | Pos. |
| ---- | ------ | ------ | -- | --- | -- | - | --- |  | - | - | - | - | - | - |  | ----- | ---- |
| 1975 | 250    | Yamaha | NQ | Rit | NE | - | Rit |  | - | - | 5 | - | - | - |  | 6     | 24º  |

| 1976 | Classe | Moto              |     |    |   |   |   |     |   |     |    |   |   |   |  | Punti | Pos. |
| ---- | ------ | ----------------- | --- | -- | - | - | - | --- | - | --- | -- | - | - | - |  | ----- | ---- |
| 1976 | 250    | Bimota/Morbidelli | Rit | NE | - | - | - | Rit | 2 | Rit | NP | - | - | - |  | 12    | 14º  |

| 1977 | Classe | Moto       |     |    |     |   |   |   |     |    |    |    |   |   |   | Punti | Pos. |
| ---- | ------ | ---------- | --- | -- | --- | - | - | - | --- | -- | -- | -- | - | - | - | ----- | ---- |
| 1977 | 250    | Morbidelli | Rit | NE | Rit | - | - | - | Rit | NP | SQ | 11 | 9 | - | - | 2     | 31º  |

| 1978 | Classe | Moto       |     |     |    |     |   |   |   |    |   |     |     |     |   | Punti | Pos. |
| ---- | ------ | ---------- | --- | --- | -- | --- | - | - | - | -- | - | --- | --- | --- | - | ----- | ---- |
| 1978 | 250    | Morbidelli | Rit | Rit | NE | Rit | - | 5 | 1 | 12 | 5 | Rit | Rit | Rit | 4 | 35    | 10º  |

| 1979 | Classe | Moto         |   |    |    |   |     |     |     |   |     |    |     |   |    | Punti | Pos. |
| ---- | ------ | ------------ | - | -- | -- | - | --- | --- | --- | - | --- | -- | --- | - | -- | ----- | ---- |
| 1979 | 250    | Yamaha e MBA | - | NE | 23 | 7 | Rit | Rit | Rit | - | Rit | 18 | Rit | 3 | NP | 14    | 14º  |

| Legenda | 1º posto        | 2º posto            | 3º posto            | A punti      | Senza punti        | Grassetto – Pole position Corsivo – Giro più veloce |
| Legenda | Gara non valida | Non qual./Non part. | Ritirato/Non class. | Squalificato | '-' Dato non disp. | Grassetto – Pole position Corsivo – Giro più veloce |

### Classe 350
| 1977 | Classe | Moto       |   |    |   |   |   |   |   |   |    |   |    |   |   | Punti | Pos. |
| ---- | ------ | ---------- | - | -- | - | - | - | - | - | - | -- | - | -- | - | - | ----- | ---- |
| 1977 | 350    | Morbidelli | - | NP | - | - | - | - | - | - | NE | - | NQ | - | - | 0     |      |

| 1978 | Classe | Moto       |   |    |     |   |   |     |    |   |   |    |     |   |     | Punti | Pos. |
| ---- | ------ | ---------- | - | -- | --- | - | - | --- | -- | - | - | -- | --- | - | --- | ----- | ---- |
| 1978 | 350    | Morbidelli | 3 | NE | Rit | - | - | Rit | NE | - | 9 | 12 | Rit | 5 | Rit | 18    | 13º  |

| 1979 | Classe | Moto         |   |   |   |   |   |     |    |    |    |   |   |     |   | Punti | Pos. |
| ---- | ------ | ------------ | - | - | - | - | - | --- | -- | -- | -- | - | - | --- | - | ----- | ---- |
| 1979 | 350    | Yamaha e RTM | - | - | - | - | - | Rit | NQ | NE | NE | - | - | Rit | 7 | 4     | 24º  |

| Legenda | 1º posto        | 2º posto            | 3º posto            | A punti      | Senza punti        | Grassetto – Pole position Corsivo – Giro più veloce |
| Legenda | Gara non valida | Non qual./Non part. | Ritirato/Non class. | Squalificato | '-' Dato non disp. | Grassetto – Pole position Corsivo – Giro più veloce |